# Радянська Буковина (газета)
Радянська Буковина — газета, яка виходила в радянський період Буковини в Чернівецькій області України.

## Історія
Перший номер газети вийшов 28 червня 1940 року як орган Чернівецького повітового виконавчого комітету, з 12 липня 1940 року вона  — орган Чернівецького повітового комітету КП(б)У та повітвиконкому.
З 22 серпня 1940 року  — орган Чернівецьких обласного і міського комітетів КП(б)У та облвиконкому.
Під час фашистської окупації Буковини 1941—1944 не видавалась. Поновила вихід 3 квітня 1944 року, відповідальним редактором було призначено Терещенка Л.М..
В 1980 газету нагороджено орденом Дружби народів.
З політичних причин газета «Радянська Буковина» не підтвердила, що є юридичною спадкоємницею газети "Буковина". Хоч за час свого існування (до вересня 1991 р.) була головною речницею трудового, політичного та духовного життя краю.
З вересня 1991 року журналісти колишньої газети "Радянська Буковина" у час розбудови демократії та національного відродження України заявили про те, що у ході перереєстрації часопису відроджують історичну назву газети, що була дана їй понад 100 років тому Юрієм Федьковичем, а також розвиватимуть і примножуватимуть добрі традиції Федьковичого часопису.

## «Буковина» за часів Австро-Угорщини
До 1918 року виходила україномовна газета під назвою «Буковина», яка була заснована ще в 19-му столітті. Нічого спільного з газетою "Радянська Буковина", яка розпочала свою роботу у 1940 році, як орган партійної та радянської влади у Чернівецькій області, вона звісно, не мала. Тим не менш, журналісти  "Радянської Буковини" стверджують, що вони  спадкоємці газети австрійського періоду( яку редагували Ю. Федькович, та О. Маковей) 